# Пельо (Марке)
Вижте пояснителната страница за други значения на Пельо.
Пѐльо (на италиански: Peglio, на местен диалект el Pei, ел Пей) е село и община в Централна Италия, провинция Пезаро и Урбино, регион Марке. Разположено е на 650 m надморска височина. Населението на общината е 738 души (към 2010 г.).